# 博尔戈罗塞
博尔戈罗塞（義大利語：Borgorose），是意大利列蒂省的一个市镇。总面积148.93平方公里，人口4622人，人口密度31.0人/平方公里（2009年）。ISTAT代码为057007。